# (4243) Nankivell
(4243) Nankivell es un asteroide perteneciente al cinturón de asteroides, descubierto el 4 de abril de 1981 por Alan C. Gilmore y la también astrónoma Pamela M. Kilmartin desde el Observatorio Universitario del Monte John, Isla Sur, Nueva Zelanda.

## Designación y nombre
Designado provisionalmente como 1981 GF1. Fue nombrado Nankivell en honor al óptico neozelandés Garry R. Nankivell.